# Coccophagus subochraceus
Coccophagus subochraceus är en stekelart som beskrevs av Howard 1907. Coccophagus subochraceus ingår i släktet Coccophagus och familjen växtlussteklar. Inga underarter finns listade i Catalogue of Life.